# Eva-Lisa Lennartsson
Eva-Lisa Lennartsson, under en period Myrberg, född 6 april 1910 i Stockholm, död 23 januari 1999 i Stockholm, var en svensk sångerska och recitratris.  Hon ligger begravd på Norra begravningsplatsen.
Lennartsson debuterade i radioprogrammet Barnens brevlåda på 1920-talet tillsammans med sina syskon. Hon utbildade sig hos Maria Schildknecht, och sjöng i kören på Oscarsteatern. Hon startade med lyrikaftnar 1937 och ledde under 30 år kurser i lyrikläsning. Hon var dotter till sångarparet Eva och Torsten Lennartsson och syster till skådespelaren Lars och sångerskan Birgit Lennartsson och mor till Martin och Per Myrberg.
Hon var 1930–1935 gift med arkitekten Nils Myrberg och från 1953 med konstnären Vilhelm Bjerke Petersen till dennes död 1957.

## Filmografi
- 1952 – Studie i uppvaknandet

## Teater

### Roller
| År   | Roll        | Produktion                                                                              | Regi          | Teater                  |
| ---- | ----------- | --------------------------------------------------------------------------------------- | ------------- | ----------------------- |
| 1937 |             | Axel i sjunde himlen Paul Morgan, Hans Schütz och Ralph Benatzky                        | Max Hansen    | Vasateatern             |
| 1938 | Stina       | Värmlänningarna Fredrik August Dahlgren och Andreas Randel                              | Ernst Eklund  | Skansens friluftsteater |
| 1938 |             | Tolvskillingsoperan (Die Dreigroschenoper) Bertolt Brecht och Kurt Weill                | Ernst Eklund  | Oscarsteatern           |
| 1942 | Fru Dahl    | Lille Napoleon Paul Sarauw                                                              | Max Hansen    | Vasateatern             |
| 1943 | Medverkande | Folkets hushåll, revy Harry Iseborg, Karl-Ewert, Fritz Gustaf Sundelöf, Gardar och Esse | Ragnar Klange | Folkets hus teater      |

## Producent
- 1952 – Studie i uppvaknandet